# Liste der Kulturgüter in Wynau
Die Liste der Kulturgüter in Wynau enthält alle Objekte in der Gemeinde Wynau im Kanton Bern, die gemäss der Haager Konvention zum Schutz von Kulturgut bei bewaffneten Konflikten, dem Bundesgesetz vom 20. Juni 2014 über den Schutz der Kulturgüter bei bewaffneten Konflikten sowie der Verordnung vom 29. Oktober 2014 über den Schutz der Kulturgüter bei bewaffneten Konflikten unter Schutz stehen.
Objekte der Kategorie A sind vollständig in der Liste enthalten, Objekte der Kategorie B sind im Gemeindegebiet nicht ausgewiesen, Objekte der Kategorie C fehlen zurzeit (Stand: 8. Mai 2024). Unter übrige Baudenkmäler sind Objekte zu finden, die im Bauinventar des Kantons Bern als «schützenswert» verzeichnet sind.

## Kulturgüter
| Foto |                                                                         | Objekt                                       | Kat. | Typ | Standort                           | Beschreibung |
| ---- | ----------------------------------------------------------------------- | -------------------------------------------- | ---- | --- | ---------------------------------- | --- |
| ja   | Datei hochladen · Wikidata zu Reformierte Kirche (Q19362745)            | Reformierte Kirche KGS-Nr.: 01356            | A    | G   | Kirchweg 10 627984 / 234656        | Der ursprünglich einschiffige romanische Kirchenbau wurde um 1270/80 zu einer Basilika erweitert, in der ersten Hälfte des 14. Jahrhunderts ersetzte man die Apsis durch einen polygonalen Chor; der Dachreiter stammt aus dem Jahr 1606. Im Innern dominiert die Ausmalung von Paul Zehnder, ein seltenes Beispiel einer vollständig in einem historisierenden Heimatstil gehaltenen Wandgestaltung.   |
| ja   | Datei hochladen · Wikidata zu Speicherstöckli (Q19362746)               | Speicherstöckli KGS-Nr.: 09252               | A    | G   | Aarwangenstrasse 5 627995 / 234514 | Das in der ersten Hälfte des 18. Jahrhunderts erbaute Stöckli mit Speicher ist ein pittoresker Fachwerkbau unter geknicktem, abgewalmten Satteldach. Über dem Kellersockel aus Bruchsteinen erheben sich mächtige verzapfte Schwellenhölzer. Die Fenster sind in Dreiergruppen mit durchgehend profilierter Fensterbank angeordnet.                                                                     |
| ja   | Datei hochladen · Wikidata zu Pfarrhaus (mit Pfrundscheune) (Q19362744) | Pfarrhaus (mit Pfrundscheune) KGS-Nr.: 09782 | A    | G   | Kirchweg 12, 14 627952 / 234655    | Das in den Jahren 1705/06 errichtete Pfarrhaus ist ein stattlicher Putzbau mit Kalksteingliederung und angebauter Pfrundscheune unter gemeinsamem Vollwalmdach. Mittenaxial gelegener Eingang mit fein profiliertem Türgewände und Oberlicht mit Türverdachung, darüber schö nskulptiertes Standeswappen von Heinrich Andres. Aus dem Baukörper heraus kragt ein Treppenhaus mit Fachwerk-Obergeschoss. |

## Übrige Baudenkmäler
Hinweis: Anstelle der KGS-Nummer wird als Objekt-Identifikator (ID) die Grundstücksnummer verwendet.
| ID  | Foto |                                                          | Objekt                        | Typ | Standort                             | Beschreibung |
| --- | ---- | -------------------------------------------------------- | ----------------------------- | --- | ------------------------------------ | ------------ |
| 6   | BW   | Datei hochladen                                          | Schulhaus (1861)              | G   | Schulhausstrasse 38 628143 / 234401  |              |
| 115 | BW   | Datei hochladen                                          | Ofenhaus (18. Jh.)            | G   | Kirchweg 12a 627947 / 234675         |              |
| 115 | BW   | Datei hochladen                                          | Schopf (18. Jh.)              | G   | Kirchweg 12b 627957 / 234677         |              |
| 158 | BW   | Datei hochladen                                          | Speicher (1. Hälfte 18. Jh.)  | G   | Schulhausstrasse 11a 628429 / 234075 |              |
| 174 | BW   | Datei hochladen                                          | Speicher (2. Hälfte 18. Jh.)  | G   | Aarwangenstrasse 9a 627826 / 234505  |              |
| 225 | BW   | Datei hochladen                                          | Wohnstock (um 1800)           | G   | Poststrasse 13, 15 628588 / 233715   |              |
| 257 | BW   | Datei hochladen                                          | Ehemalige Mühle (1587/1707)   | G   | Murgstrasse 11 629437 / 234730       |              |
| 275 | BW   | Datei hochladen                                          | Wohnhaus (um 1900)            | G   | Aarwangenstrasse 1 627989 / 234542   |              |
| 278 | BW   | Datei hochladen                                          | Speicher (1647)               | G   | Schulhausstrasse 8a 628475 / 234057  |              |
| 340 | BW   | Datei hochladen                                          | Bauernhaus (1802)             | G   | Aarwangenstrasse 2 627939 / 234579   |              |
| 359 | BW   | Datei hochladen                                          | Wohnstock (1825)              | G   | Murgstrasse 4 629362 / 234651        |              |
| 417 | BW   | Datei hochladen                                          | Bauernhaus (um 1780)          | G   | Aegertenstrasse 1 628524 / 234013    |              |
| 456 | BW   | Datei hochladen                                          | Zollhaus (1. Viertel 19. Jh.) | G   | Murgstrasse 2 629322 / 234614        |              |
| 484 | BW   | Datei hochladen                                          | Stöckli (1841)                | G   | Aarwangenstrasse 6 627846 / 234581   |              |
| 489 | BW   | Datei hochladen                                          | Villa (1893)                  | G   | Birchstrasse 5 629206 / 234624       |              |
| 547 | BW   | Datei hochladen                                          | Ehemalige Mühlescheune (1785) | G   | Murgstrasse 16 629458 / 234708       |              |
| 721 | ja   | Datei hochladen · Wikidata zu Brücke (1818) (Q114742252) | Brücke (1818)                 | G   | Murgstrasse N.N. 629456 / 234761     |              |
| 782 | BW   | Datei hochladen                                          | Wirtshaus Rössli (1727)       | G   | Aarwangenstrasse 24 626738 / 233938  |              |